# 卡拉曼利王朝
卡拉曼利王朝（1711年至1835年），是一個鄂圖曼帝國的黎波里行省內的自治王朝，頂峰時差不多覆蓋全利比亞，建立者艾哈邁德·卡拉曼利的先祖是來自卡拉曼侯國的土耳其人。其中最有名的王是優素福·卡拉曼利（1795年-1832年在位），他曾和美國交戰，該王朝在阿里·伊爾·卡拉曼利時終結。

## 起源
在18世紀時，鄂圖曼帝國失去對北非的控制，內戰接踵而至，沒一個總督任期超過一年。艾哈邁德·卡拉曼利本是蘇丹親兵和騎兵出身，在1711年發動兵變殺了原總督建立自己的王朝，鄂圖曼帝國蘇丹承認他的總督地位，他把總督之位世襲，成立了自治王朝。
他在即位後極大地拓展了城市的經濟，因控制地中海航道，商船向他繳交的過路費是收入一大來源。在領土上，他去世前把版圖從的黎波里擴大至費贊和昔蘭尼加。

## 巴巴里戰爭
艾哈邁德的接班人被證明是比他自己差，然而微妙的地區權力平衡允許卡拉曼利王朝生存幾個世代不受危機侵害。
在1793年，土耳其官員阿里·貝格魯廢黜哈密特·卡拉曼利並短暫恢復鄂圖曼帝國的黎波里塔尼亞行省的統治。然而哈密特的弟弟優素福在突尼斯的貝伊幫助下，重新建立卡拉曼利王朝。
在1801年，優素福·卡拉曼利要求美國總統傑弗遜提供225000美元作為貢金換取美國航運不受侵擾。但傑弗遜有信心新的美國海軍有保護美國航運的能力，因此拒絕帕夏的要求，導致了帕夏非正式宣戰。1801年5月，命令美國海軍進入地中海功地封鎖的黎波里的港口，美國地面部隊入侵和他的兄弟廢黜，而他的兄弟哈密特·卡拉曼利被美國軍官威廉·伊頓復立，在1805年6月10日簽署條約結束戰爭。

## 衰落
到1819年，拿破崙戰爭的各種條約迫使各國的巴巴里海盜停止活動，幾乎完全消失，而的黎波里的經濟開始崩潰。優素福試圖通過鼓勵跨撒哈拉貿易，以彌補收入損失，但在歐洲和美國在上升的廢奴主義情緒使他未能挽救經濟。作為優素福影嚮力減弱，三個兒子組成派系，導致很快內戰。雖然優素福在1832年退位贊成阿里。奧斯曼帝國蘇丹馬哈茂德二世派出部隊在表面上是為了恢復秩序，而實際上是要廢黜並流放阿里，標誌著卡拉曼利王朝結束。
現在利比亞首都的黎波里仍有卡拉曼利家族後裔生活。